# Brandenau (Gemeinde Taxenbach)
Die Brandenau (auch „Brandenbach“) ist ein abgelegener Ortsteil der Marktgemeinde Taxenbach im Bezirk Zell am See im Salzburger Land. Der Ort liegt auf 1.000 Metern Seehöhe in einem kleinen Seitental des Pinzgauer Salzachtales und zählt etwa 23 Einwohner.
Die Brandenau ist über einen öffentlichen Güterweg erreichbar, dessen Ende in den schneefreien Monaten zahlreichen Wanderern als Ausgangspunkt für eine Besteigung des 2.117 Meter hoch gelegenen Hundstein-Gipfels dient.
Der Name „Brandenau“ geht auf die in der Vergangenheit betriebene Holzkohleerzeugung zurück. Im Jahr 2009 gibt es drei landwirtschaftliche Betriebe, darunter eine Wildzucht. Touristen kommen gelegentlich in privat vermieteten Zimmern unter.